# Pseudocellus blesti
Espèce
Synonymes
- Cryptocellus blesti Merrett, 1960

Pseudocellus blesti est une espèce de ricinules de la famille des Ricinoididae.

## Distribution
Cette espèce est endémique du Panama. Elle se rencontre vers l'île Barro Colorado.

## Description
La femelle décrite par Cooke et Shadab en 1973 mesure 3,85 mm.

## Étymologie
Cette espèce est nommée en l'honneur de A. David Blest.

## Publication originale
- Merrett, 1960 : A new ricinuleid from Panama. Annals & Magazine of Natural History, sér. 13, vol. 3, p. 241-245.